# Pokhvistnevo
Pokhvistnevo (en russe : Похвистнево) est une ville de l'oblast de Samara, en Russie, et le centre administratif du raïon de Pokhvistnevo. Sa population s'élevait à 28 223 habitants en 2017.

## Géographie
Pokhvistnevo est située sur la rive gauche de la rivière Bolchoï Kinel, à 140 km au nord-est de Samara.

## Histoire
Pokhvistnevo naît en 1888 de la construction de la ligne de chemin de fer Zlatooust – Samara, qui est ensuite prolongée jusqu'à Tcheliabinsk. Dans les années 1902-1904, la gare de chemin de fer est considérablement agrandie, entraînant le développement de la ville. En 1935, Pokhvistnevo devient un centre administratif de raïon. En 1939, des gisements de pétrole sont découverts dans les environs. Pokhvistnevo a le statut de ville depuis 1947.

## Population
Recensements (*) ou estimations de la population
| 1926* | 1939* | 1959*  | 1970*  | 1979*  | 1989*  | 2002*  |
| ----- | ----- | ------ | ------ | ------ | ------ | ------ |
| 1 313 | 6 580 | 23 063 | 26 125 | 25 719 | 27 843 | 27 973 |

| 2010*  | 2012   | 2013   | 2014   | 2015   | 2016   | 2017   |
| ------ | ------ | ------ | ------ | ------ | ------ | ------ |
| 28 169 | 28 019 | 28 080 | 28 127 | 28 140 | 28 150 | 28 223 |

## Relations internationales
Twin Cities:
- Prenzlau,  Allemagne (la 1997 a)